# Marcel Carpentier (militaire)
Pour les articles homonymes, voir Marcel Carpentier et Carpentier.
Marcel Carpentier né le 2 mars 1895 à Preuilly-sur-Claise  et mort le  14 septembre 1977 à Mettray est un général français.
Il se distingue au cours de la Seconde Guerre mondiale au commandement de la 2e division d'infanterie marocaine (2e DIM) en 1944-1945 puis commande le corps expéditionnaire français en Extrême-Orient durant la guerre d’Indochine de septembre 1949 à décembre 1950.

## Origines familiales
Né le 2 mars 1895 à Preuilly-sur-Claise, il est l’aîné de sa famille. C'est le fils d'un couple d'instituteurs, son père, Albert Carpentier, était directeur de l'école des garçons de Preuilly, et sa mère Eugénie (née Filleteau) directrice de l'école maternelle.
Il effectue des études au lycée Descartes de Tours, avant d'être reçu à l'École Militaire de St Cyr en 1913. Il se marie à Paris (8e) le 8 février 1918 avec Ernestine Trapp (1892-1975).

## Carrière militaire

### Première Guerre mondiale

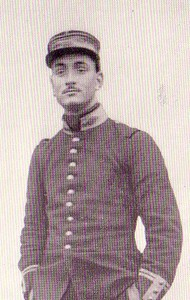
Lieutenant Marcel Carpentier (90e RI) en 1915.

De la promotion "Croix du Drapeau" de l'École spéciale militaire de Saint-Cyr, à la mobilisation, il est nommé au 90e régiment d'infanterie de ligne comme sous-lieutenant. Le 22 mai 1915, à tout juste 20 ans, il devient capitaine.
Il est très gravement atteint le 16 juin 1915 à Neuville-Saint-Vaast.
Ce séjour donnera matière à un ouvrage "Un cyrard au feu" (Éditions Berger Levrault 1963).

### Entre-deux-guerres
Il est instructeur à l’École spéciale militaire de Saint-Cyr de 1919 à 1923, puis à l'école Supérieure de Guerre jusqu'en 1925.
En 1933, il devient chef de bataillon. De 1935 à 1937, il est commandant du 4e Bataillon du 1er RTM à Damas (Syrie)
En 1937, il est promu chef d'état-major du commandement supérieur des troupes du Levant.
Présent sur le théâtre des opérations de la Méditerranée Orientale en 1939-1940 (Beyrouth), il rejoint la France en novembre 1940.

### Seconde Guerre mondiale
En 1940-1941, il sert comme chef d’état-major des forces du Régime de Vichy stationnées en Afrique du Nord et commandées par le général Jean de Lattre de Tassigny.
En 1942, Carpentier rejoint le camp de l'Armée française de la Libération et devient chef d’état-major de la 1re armée de 1943 jusqu’à mi-septembre 1944, où il prend alors le commandement de la 2e division d'infanterie marocaine (2e DIM), où il sert jusqu’en 1945.

### Guerre d'Indochine
Promu grand officier de la Légion d’honneur en 1947, il est nommé en 1949 commandant en chef des forces du Corps expéditionnaire français en Extrême-Orient. Ne connaissant rien de l'Indochine, et refusant d'écouter ceux qui la connaissent bien, il est le grand responsable du désastre de la RC4 en septembre-octobre 1950, en ordonnant l'évacuation de la place forte de Cao Bang et le repli vers Langson en suivant la route coloniale no 4, à travers les divisions viet-minh, désastre qui conduira à la mort 2 000 soldats du CEFEO et 3 000 à la captivité. Limogé de son poste en Indochine en décembre 1950, il est remplacé par le général de Lattre de Tassigny. 
Il retourne en Europe et il est affecté auprès de l’OTAN en 1951. Il est promu général d'armée en 1952. 
Atteint par la limite d'âge, il quitte l'armée en 1956 puis est élevé à la dignité de grand-croix de la Légion d'honneur le 9 mars 1956.

## Nominations
- Colonel en 1942 ;
- Général de brigade en 1943 ;
- Général de division en 1944.
- Général de corps d'armée en 1949 ;
- Général d'armée en 1952.

## Distinctions
- Grand-croix de la Légion d'honneur (9 mars 1956)[2]. 
  -  Grand officier de la Légion d'honneur (1947)
- Croix d'Or de Virtuti Militari (Pologne)[3]

## Ouvrages
- Un cyrard au feu, récit de sa participation à la guerre en 1914-1915, en tant que jeune officier de 19 ans (Éditions Berger-Levrault, 1963).
- Les Forces Alliées en Italie, récit de la campagne d'Italie en 1943-44 (Éditions Berger-Levrault, 1949).
- L'avenir de l'Alliance Atlantique, en collaboration avec Maurice Faure, Claude Delmas et le général Gallois (Éditions Berger-Levrault, 1961).